# Odontocolon appendiculatum
Odontocolon appendiculatum är en stekelart som först beskrevs av Johann Ludwig Christian Gravenhorst 1829.  Odontocolon appendiculatum ingår i släktet Odontocolon och familjen brokparasitsteklar. Arten är reproducerande i Sverige. Inga underarter finns listade i Catalogue of Life.